# Временное правительство Гавайев
Временное правительство Гавайев (гав. Aupuni Kūikawā o Hawaiʻi англ. Provisional Government of Hawaii, также известно под аббревиатурой «P.G.») — самопровозглашённое правительство, управлявшее Гавайским королевством от момента свержения 17 января 1893 года королевы Лилиуокалани и до образования 4 июля 1894 года Гавайской республики.

## Образование временного правительства
В 1877 году члены Гавайской лиги вынудили короля Калакауа подписать «Конституцию Штыка». Взошедшая после его смерти в 1891 году на трон королева Лилиуокалани взяла курс на подготовку новой конституции, усиливающей королевскую власть и ослабляющей влияние евроамериканских деловых кругов. В январе 1893 года 13 членов Гавайской лиги устроили заговор и организовали переворот, сместив королеву. Придя к власти, эти 13 человек, возглавляемые Лоррином Терстоном, образовали Временное правительство Гавайев.

## Отношения временного правительства с США
Терстон начал лоббировать аннексию Гавайев Соединёнными Штатами, и президент США Бенджамин Гаррисон направил в Сенат соответствующий законопроект, однако находившаяся в это время в Вашингтоне принцесса Виктория Каилуани утверждала, что свержение гавайской монархии было незаконным, и дело застопорилось. Преемник Гаррисона Гровер Кливленд сразу по вступлении в должность заморозил подготовку договора и распорядился начать расследование.
Кливленд назначил бывшего конгрессмена от штата Джорджия Джеймса Хендерсона Блаунта представителем Государственного Департамента США (министром) на Гавайях для расследования обстоятельств свержения монархии. Блаунт составил отчёт, сообщавший, что его предшественник, представитель Государственного Департамента на Гавайях Джон Ливитт Стивенс, занял сторону противников монархии и оказал им военную помощь, приказав американским войскам высадиться с крейсера «Бостон» на берег. На основании отчёта Кливленд назначил представителем (министром) на Гавайи Альберта Сидни Уиллиса и отправил его в Гонолулу с секретными поручениями. Уиллис провёл переговоры со свергнутой королевой и добился от неё обещания объявить амнистию участникам переворота в случае прихода к власти. После этого он выдвинул формальное требование о роспуске Временного правительства и полной реставрации монархии. Он не мог знать о том, что решение было запоздавшим, так как Кливленд уже передал соответствующее дело в Конгресс. 23 декабря 1893 года Сэнфорд Доул послал ответ Уиллису с отказом передать власть королеве.
В ответ на объяснения Кливленда Сенат принял резолюцию, обязав свой Комитет по внешним связям провести открытые слушания и допросить свидетелей, чтобы определить, не превысил ли президент Кливленд свои полномочия, назначив Блаунта министром и предоставив ему существенные полномочия без согласования с Сенатом. Председателем комиссии стал Джон Тайлер Морган, сенатор из Алабамы, сторонник включения островов в состав США.
Выводы комиссии были опубликованы 26 февраля 1894 года и противоречили выводам отчёта Блаунта. Комиссия сочла, что Вооружённые силы США сохраняли нейтралитет во время переворота, сняла обвинения со Стивенса, но сочла, что назначение Блаунта без одобрения Конгресса не противоречило конституции. Девять членов комиссии Моргана не смогли договориться о выводах, и отчёт был подписан лишь лично Морганом.
После принятия ряда резолюций Конгресса президент Кливленд отказался признать временное правительство как де-юре, так и де-факто.

## Гавайская армия
27 января 1893 года Временное правительство Гавайев создало свои вооружённые силы: три роты национальной гвардии и одну роту регулярной армии под общим командованием полковника Джона Соупера. Ротами национальной гвардии были:
- Рота А под командованием Карла Цайлера, состоявшая из волонтёров немецкого происхождения,
- Рота B под командованием Хью Ганна, состоявшая из членов полувоенного формирования Ружья Гонолулу,
- Рота C под командованием Джозефа Камары, состоявшая из волонтёров португальского происхождения.

Регулярной воинской частью была рота D под командованием Джона Гуда, которая, как и рота B, состояла из членов «Ружьев Гонолулу».
Гавайская армия задействовалась в вооружённых конфликтах как Временным правительством Гавайев, так и впоследствии Гавайской республикой. После аннексии Гавайев Соединёнными Штатами и образования Территории Гавайи Гавайская армия влилась в общую систему Национальной гвардии США.

## Внутренняя политика
При Временном правительстве гавайская внутренняя политика стала более жёсткой. Новое правительство отказалось предоставлять гражданство иммигрантам из Китая, а деятельность Департамента образования привела к тому, что гавайский язык, соперничавший с английским, был поставлен на грань исчезновения. Если Конституция 1887 года предоставляла право голоса 14 тысячам избирателей, то теперь это число было ограничено 4 тысячами (при 100 тысячах населения).

## ОбразованиеГавайской республики
Временное правительство опасалось, что Гровер Кливленд будет продолжать вмешиваться в дела островов с целью реставрации монархии. Кроме того, они предполагали, что до конца срока Кливленда присоединения островов не произойдёт, а для долгосрочного управления островами требовалась более установившаяся форма правления, чем временное правительство. Поэтому 30 мая 1894 года временное правительство созвало Конституционное собрание, и последнее приняло проект конституции Республики Гавайи. Республика была провозглашена 4 июля 1894 года в Гонолулу. Сэнфорд Доул стал президентом республики.